# Holborn (bedrijf)
Holborn is een Nederlands computerbedrijf dat bestond van september 1979 tot 27 april 1983.

## Geschiedenis
Het bedrijf werd in september 1979 opgericht door twee oud-studenten van de TH Twente, Hans Polak (elektrotechnicus) en Dick Gerdzen (organisatiedeskundige). In eerste instantie was het een gesubsidieerd innovatieproject. De opzet was om samen en gebruik makend van de aanwezige kennis en expertise van de Technische Hogeschool (middels stagiairs bijvoorbeeld) een micro-elektronicacentrum en daarmee  een industriële kern te gaan vormen ten behoeve van werkgelegenheid in Twente.

Zij noemden het bedrijf Holborn BV. De naam was een samentrekking van born in Holland'.
In 1980 ontving het bedrijf een ontwikkelingskrediet van de overheid om verdere ontwikkeling van de computersystemen mogelijk te maken. Een jaar later nam de OOM (Overijsselse Ontwikkelings Maatschappij) een 47% belang in het bedrijf en betaalde hiervoor fl. 140.000,-.
Het bedrijf was in eerste instantie gehuisvest in een oud schoolgebouw in Hengelo (Overijssel) en later werd, dankzij een subsidie van fl 1.300.000,- in een huur/koop-constructie (verstrekt door de gemeente Enschede) een nieuw pand betrokken op het institutenterrein, tegenover de TH Twente in Enschede.
Het bedrijf maakte in de beginjaren computersystemen die toegespitst waren op de medische sector en de detailhandel. Later veranderde dit en werd het bedrijf vooral actief in de juweliers- en opticienbranche. De computers werden hierbij vooral gebruikt voor voorraadbeheer en financiële administratie. Toen dat mindere resultaten opleverde schakelde men over naar algemenere computersystemen voor het midden- en kleinbedrijf.
Om geen onnodige kosten te hebben voor licenties werden alle computers zelf ontwikkeld en geproduceerd. De computers die het het bedrijf maakte vielen op door een voor dat moment uniek en futuristisch design.
Het bedrijf kreeg enige bekendheid na een reportage in het KRO-programma Brandpunt.

## Faillissement
Zakelijke meningsverschillen tussen de oprichters zorgde in 1983 voor een bestuurscrisis. Oprichter Gerdzen verliet het bedrijf. Doordat het bedrijf tegenvallende resultaten bleef boeken en, in tegenstelling tot andere computerbedrijven zoals IBM, niet voor een universeel operatief systeem gekozen had en dus telkens specifieke software moest schrijven/ontwikkelen voor de te verkopen systemen, ging het bedrijf failliet op 27 april 1983. Op dat moment had het bedrijf nog circa twintig werknemers in dienst. Uit onderzoek bleek later dat het bedrijf in totaal 150 kleinere en circa 50 grotere computersystemen verkocht had in het vierjarig bestaan. Het bedrijf had een negatief eigen vermogen van 2 miljoen gulden en een schuldenlast van 3,5 miljoen gulden.
Er volgde een doorstart via een nieuw bedrijf, Infotext Holland, dat een tiental technici van Holborn overnam en zich toelegde op service met betrekking tot Holborn-computers en op de fabricage van randapparatuur voor deze computers.

## Computers
Holborn 9100

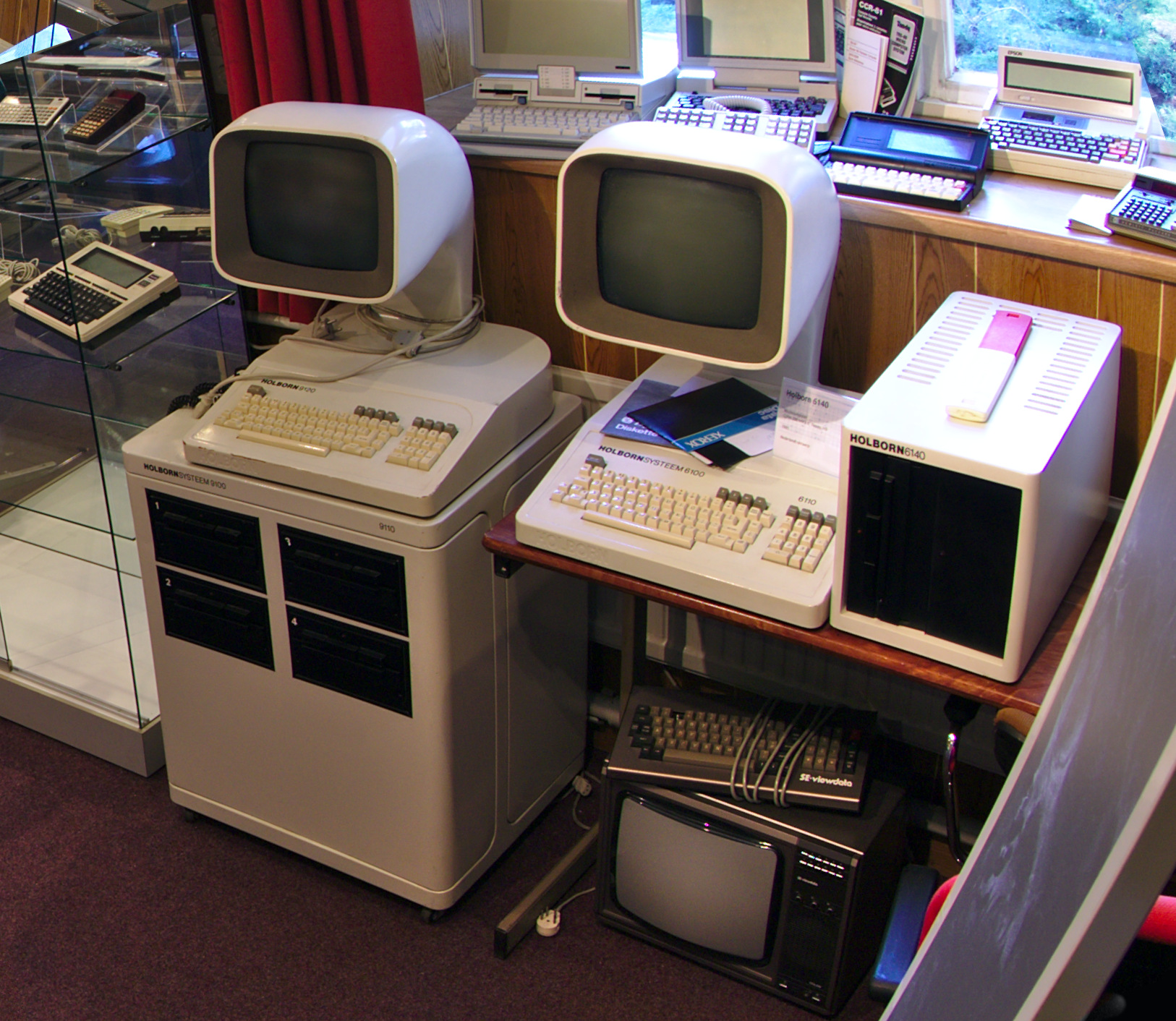
Holborn 9100, Holborn 6100

Dit was het eerste computersysteem dat het bedrijf produceerde. Men had de Nederlandse ontwerper Henk Vos gevraagd om het computersysteem vorm te geven. Het bedrijf had het computersysteem zo ontwikkeld dat het  multi-user was en uitbreidbaar zou kunnen zijn. In de verkoopadvertenties gebruikte men dan ook de term groeicomputer. Het systeem bestond uit een mainframe en een terminal. Als processor werd een Zilog Z80-processor met 72kB adresruimte (uitbreidbaar tot 220kB) toegepast.
Holborn 7100

Dit computersysteem werd gemaakt als goedkopere versie van de 9100 en bood minder mogelijkheden. Wel was het systeem klantspecifiek uit te breiden via het groeiprincipe.
Holborn 6100

Dit was een standalone-computer, werkend zonder CP/M. Dit type kon maximaal 3 × 64kB = 192k werkgeheugen bevatten.
Holborn 6500-prototype

Bij dit computersysteem bouwde het bedrijf voor het eerst het mini-floppy's systeem in en men plaatste meer intern geheugen (het systeem bood ruimte voor maximaal 1 MB aan werkgeheugen).

## Besturingssysteem
Het zelf ontwikkelde HOS-besturingssysteem (Holborn Operating System) bevond zich in het ROM-geheugen. Applicaties konden opgestart worden vanaf een diskette.
Bij de 9100 en 7100 computers draaiden alle programma's en het besturingssysteem vanuit het ROM-geheugen. De data kon worden opgeslagen op 8-inch-diskettes.